# Jerzy Lerski

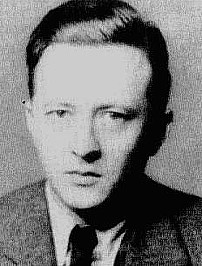
Jerzy Lerski 1944

Jerzy Jan Lerski (Pseudonym Jur) (* 1917 in Lwów; † 1992 in San Francisco) war ein polnisch-amerikanischer Jurist, Politologe und Historiker.

## Leben
Lerski lebte vor dem Krieg in Lwów, wo er das Gymnasium Nr. 2 besuchte und anschließend an der dortigen Universität Jura und an der Handelshochschule Außenhandel studierte. Während des deutschen Überfalls auf Polen kämpfte er als Podchorąży (Kadett) der Luftabwehr in Brześć. Nach dem sowjetischen Überfall geriet er in sowjetische Kriegsgefangenschaft, konnte jedoch fliehen und sich ins, inzwischen auch sowjetisch besetzte, Lwów durchschlagen. Dort wirkte er aktiv mit bei der Organisation des antisowjetischen Widerstands. Angesichts des wachsenden NKWD-Terrors und wegen Verhaftungsgefahr floh er im Dezember 1939 über die „grüne Grenze“ zuerst nach Ungarn und dann weiter nach Frankreich, wo er sich den polnischen Streitkräften anschloss. Nach der Niederlage Frankreichs wurde er samt seiner Einheit nach Großbritannien evakuiert. Ab Dezember 1941 war er Kurier der polnischen Exilregierung und ab Dezember 1944 Sekretär des Ministerpräsidenten Tomasz Arciszewski.
Nach dem Krieg blieb er in London, anschließend emigrierte er in die USA. Er wurde Professor für Geschichte an der University of San Francisco, hielt aber auch als Politologe und Historiker Gastvorlesungen an Universitäten in Pakistan, Japan und in Sri Lanka. Er wurde mit der Ehrung Ordens Polonia Restituta (Offizier) und Gerechter unter den Völkern ausgezeichnet.

## Schriften
- Emisariusz Jur, Warszawa 1989, wyd. I krajowe, wyd OW „Interim“ ISBN 83-85083-00-6, ISBN 83-7043-025-2
- The Economy of Poland Washington 1954, Council for Economic and Industry Research
- A Polish Chapter in Jacksonian America:The United States and the Polish Exiles of 1831; Madison, University of Wisconsin Press, 1958
- Origins of Trotskyism in Ceylon; a documentary history of the Lanka Sama Samaja Party, 1935–1942. Stanford 1968, Hoover Institution on War, Revolution and Peace,
- Herbert Hoover and Poland: a documentary history of a friendship / compiled and with an introd. by George J. Lerski; foreword by Mark O. Hatfield. Stanford 1977: Hoover Institution Press, ISBN 0-8179-6741-1
- Historical dictionary of Poland, 966–1945 / George J. Lerski; with special editing and emendations by Piotr Wróbel and Richard J. Kozicki; foreword by Aleksander Gieysztor. Westport 1996, Greenwood Press, ISBN 0-313-26007-9
- Jewish-Polish coexistence, 1772–1939: a topical bibliography / compiled by George J. Lerski and Halina T. Lerski; foreword by Lucjan Dobroszycki. New York 1986, Greenwood Press, ISBN 0-313-24758-7